# Тинкова (Караш-Северин)
Тинкова (рум. Tincova) насеље је у Румунији у округу Караш-Северин у општини Саку. Oпштина се налази на надморској висини од 162 m.

## Прошлост
По "Румунској енциклопедији" место има дугу рударску традицију. Први пут се помиње у документима 1411. године. Село је 1699. године било власништво Петра Мачасија префекта Северина.
Аустријски царски ревизор Ерлер је 1774. године констатовао да место припада Бистричком округу, Карансебешког дистрикта. Становници су били Власи.
Према државном попису православног клира у Угарској, 1846. године у месту живи 473 становника. Православна парохија припада Карансебешком протопрезвирату, а црквене матрикуле су заведене 1791. године. При храму Св. арханђела Михаила и Гаврила (из 1802) служи тада парох поп Јован Поповић, којем помаже капелан поп Никола Поповић. У сеоску вероисповедну школу иде 1846/1847. године 21 ђак, које учи Никола Павловић.

## Становништво
Према подацима из 2002. године у насељу је живело 490 становника.

### Попис2002.
| Расподела становништва по националности 2002.‍ | Расподела становништва по националности 2002.‍ | Расподела становништва по националности 2002.‍ | Расподела становништва по националности 2002.‍ | Расподела становништва по националности 2002.‍ |
| --------------------------------------------- | --------------------------------------------- | --------------------------------------------- | --------------------------------------------- | --------------------------------------------- |
|                                               |                                               |                                               |                                               |                                               |
| Румуни                                        | Румуни                                        |                                               | 480                                           | 98,4%                                         |
| Мађари                                        | Мађари                                        |                                               | 8                                             | 1,6%                                          |